# 王應奎 (弘治進士)
王應奎（1460年—？），字文瑞，雲南大理府太和縣人，民籍，明朝政治人物。

## 生平
弘治五年（1492年）壬子科雲南鄉試第一名，弘治六年（1493年），联捷第三甲第八名進士。

## 家族
曾祖王護；祖父王璋；父王珏，芒部府通判。母穆氏。永感下。弟應榮、應華。